# Мемер
Мемер (азерб. Məmər) — село в Кубатлинському районі Азербайджану.
Село розміщене на правому березі річки Воротан, за 69 км на південь від міста Бердзора.

## Історія
Між 1992 і 2020 роком де-факто належало до Кашатазького району Нагірно-Карабаської Республіки.
30 жовтня 2020 під час Другої Карабаської війни було визволене Збройними силами Азербайджану.